# Schaffalitzky de Muckadell
Schaffalitzky de Muckadell (også S. von M.) er en fra Schwaben og Mähren stammende uradelig slægt, der også har etableret sig i Danmark.
Slægtens stamtræ begynder med Sebastian Schaffalitzky von Muckadell (1551-1624), godsejer til Freudenthal ved Besigheim i Schwaben. Slægtens våbenskjold er blåt og viser en harniskklædt arm, hvis ubehandskede hånd svinger en hammer med sort jernhoved og træskæfte. Hjelmen har et hjelmklæde i blåt og sølv og to vesselhorn i henholdsvis sølv og blåt.
Slægten kom til Danmark med Heinrich Bernhard Schaffalitzky de Muckadell (1681-1751), som her steg til general af kavalleriet og hvid ridder. En yngre søn, Jacob Frederik Schaffalitzky de Muckadell (1722-1776) blev generalmajor og kammerherre. Hans ældste søn, oberst, gehejmeråd, kammerherre og hvid ridder Albrecht Christopher Schaffalitzky de Muckadell (1720-1797), blev 2. april 1783 optaget i den danske grevestand og oprettede 26. november 1784 Grevskabet Muckadell med hovedsædet Arreskov. Dennes sønnesøns sønnesøn, kammerherre, hofjægermester, grev Albrecht Christopher Carl Ludvig Schaffalitzky de Muckadell (1859-1935), var grevskabets femte og sidste besidder. Dennes næstsøskendebarn, direktør for Orlogsværftets regnskabsafdeling, kaptajn, baron Cai Schaffalitzky de Muckadell (1877-1972), der udgav Haandbog i Nordens Søkrigshistorie (1911), skrev som medarbejder ved Berlingske Tidende talrige artikler om dansk forsvarsvæsen og om Danmarks udenrigspolitiske forhold.